# Ebert Cardoso da Silva
Ebert Cardoso da Silva (Nortelândia, 25 maggio 1993) è un calciatore brasiliano, difensore dell'East Riffa.

## Carriera

### Club
Il 1º febbraio 2019 viene acquistato a titolo definitivo dalla squadra bulgara del Botev Plovdiv.

## Statistiche

### Presenze e reti nei club
Statistiche aggiornate al 5 ottobre 2019.
| Stagione             | Squadra              | Campionato           | Campionato | Campionato | Coppe nazionali | Coppe nazionali | Coppe nazionali | Coppe continentali | Coppe continentali | Coppe continentali | Altre coppe | Altre coppe | Altre coppe | Totale | Totale |
| Stagione             | Squadra              | Comp                 | Pres       | Reti       | Comp            | Pres            | Reti            | Comp               | Pres               | Reti               | Comp        | Pres        | Reti        | Pres   | Reti   |
| -------------------- | -------------------- | -------------------- | ---------- | ---------- | --------------- | --------------- | --------------- | ------------------ | ------------------ | ------------------ | ----------- | ----------- | ----------- | ------ | ------ |
| 2016                 | Macaé                | C+C1D                | 13+7       | 1+0        | CB              | 0               | 0               | -                  | -                  | -                  | -           | -           | -           | 20     | 1      |
| 2017                 | Macaé                | C+C1D                | 0+11       | 0          | CB              | 0               | 0               | -                  | -                  | -                  | -           | -           | -           | 11     | 0      |
| Totale Macaé         | Totale Macaé         | Totale Macaé         | 13+18      | 1+0        |                 | 0               | 0               |                    | -                  | -                  |             | -           | -           | 31     | 1      |
| gen.-giu. 2018       | Stal' Kam"jans'ke    | PL                   | 10         | 0          | CU              | 0               | 0               | -                  | -                  | -                  | -           | -           | -           | 10     | 0      |
| feb.-giu. 2019       | Botev Plovdiv        | PL                   | 14         | 0          | CB              | 4               | 0               | -                  | -                  | -                  | -           | -           | -           | 18     | 0      |
| 2019-2020            | Botev Plovdiv        | PL                   | 11         | 1          | CB              | 1               | 0               | -                  | -                  | -                  | -           | -           | -           | 12     | 1      |
| Totale Botev Plovdiv | Totale Botev Plovdiv | Totale Botev Plovdiv | 25         | 1          |                 | 5               | 0               |                    | -                  | -                  |             | -           | -           | 30     | 1      |
| Totale carriera      | Totale carriera      | Totale carriera      | 48+18      | 2+0        |                 | 5               | 0               |                    | -                  | -                  |             | -           | -           | 71     | 2      |

## Palmarès

### Club

#### Competizioni statali
- Campionato Gaúcho: 2

Internacional: 2014, 2015

#### Competizioni nazionali
- Druha Liha: 1

Metal Charkiv: 2020-2021
- Coppa d'Armenia: 1

Noravank: 2021-2022